# Zichyújfalu
Zichyújfalu – wieś na Węgrzech, w komitacie Fejér, w powiecie Gárdony.

## Historia
Pierwsza wzmianka o miejscowości pochodzi z 1239 roku.